# Copa Desafío Cuatro Naciones 2012
El Desafío Cuatro Naciones 2012 fue un torneo de fútbol de carácter amistoso de selecciones sub-20, disputado en el Estadio La Portada que partió el martes 9 de octubre de 2012.

## Selecciones
- Chile
- Argentina
- Colombia
- México

## Partidos
| Equipo    | Pts | PJ | PG | PE | PP | GF | GC | DG |
| --------- | --- | -- | -- | -- | -- | -- | -- | -- |
| Argentina | 5   | 3  | 1  | 2  | 0  | 3  | 2  | 1  |
| Chile     | 4   | 3  | 1  | 1  | 1  | 6  | 6  | 0  |
| México    | 4   | 3  | 1  | 1  | 1  | 4  | 4  | 0  |
| Colombia  | 2   | 3  | 0  | 2  | 1  | 4  | 5  | -1 |

## Goleadores
| Jugador            | País     | Goles |
| ------------------ | -------- | ----- |
| Miguel Angel Borja | Colombia | 4     |
| Christian Cuevas   | Chile    | 2     |
| Diego Rubio        | Chile    | 2     |